# 比華利山 (澳洲)
比華利山（英語：Beverly Hills）是悉尼南部的一個郊區，距離悉尼商業中心區17（11英里）。比華利山坐落於好市圍市和坎特伯雷市的交匯處。郵政編號爲2209，於鄰近的那威共用一個郵政編號。

比華利山主要道路是英皇佐治道 （页面存档备份，存于）。